# 1948年2月25日勋章
1948年2月25日勋章（捷克語：Řád 25. února）是捷克斯洛伐克的国家级勋章，于1949年2月8日设立。

## 历史
“1948年2月25日勋章”由1949年第34/1949政府法令设立。该法案于1949年2月24日正式生效。它授予为建立社会主义捷克斯洛伐克共国家而做出贡献者，也可以授予军事单位或组织。1948年2月25日是捷克斯洛伐克共产党全面掌握国家政权的日期。
随着天鵝絨革命的爆发，它于1990年10月15日被正式废除。

## 样式
| 级别     |          |          |
| 银质星章 | 银质奖章 | 铜质奖章 |

- 该勋章分为三个级别。同一人/团体只能获授其中一个级别。
- 绶带宽37毫米，长55毫米，颜色为红色。[2]

## 获授者
根据市政登记簿的历史资料，该勋章一共授予了13,969枚，但没有登记级别。